# Zvirnjača
Zvirnjača är en ort i Bosnien och Hercegovina.   Den ligger i entiteten Federationen Bosnien och Hercegovina, i den centrala delen av landet, 80 km väster om huvudstaden Sarajevo. Zvirnjača ligger 1 138 meter över havet och antalet invånare är 152.
Terrängen runt Zvirnjača är kuperad. Närmaste större samhälle är Rumboci, 11,2 km öster om Zvirnjača. 
Omgivningarna runt Zvirnjača är en mosaik av jordbruksmark och naturlig växtlighet. Runt Zvirnjača är det ganska tätbefolkat, med 93 invånare per kvadratkilometer.